# Acaiaca
Acaiaca is een gemeente in de Braziliaanse deelstaat Minas Gerais. De gemeente telt 4.234 inwoners (schatting 2009).

## Aangrenzende gemeenten
De gemeente grenst aan Barra Longa, Diogo de Vasconcelos, Guaraciaba, Mariana en Ponte Nova.

## Geboren
- Geovanni Deiberson Mauricio (1980), voetballer